# Rajdowe mistrzostwa świata WRC-2

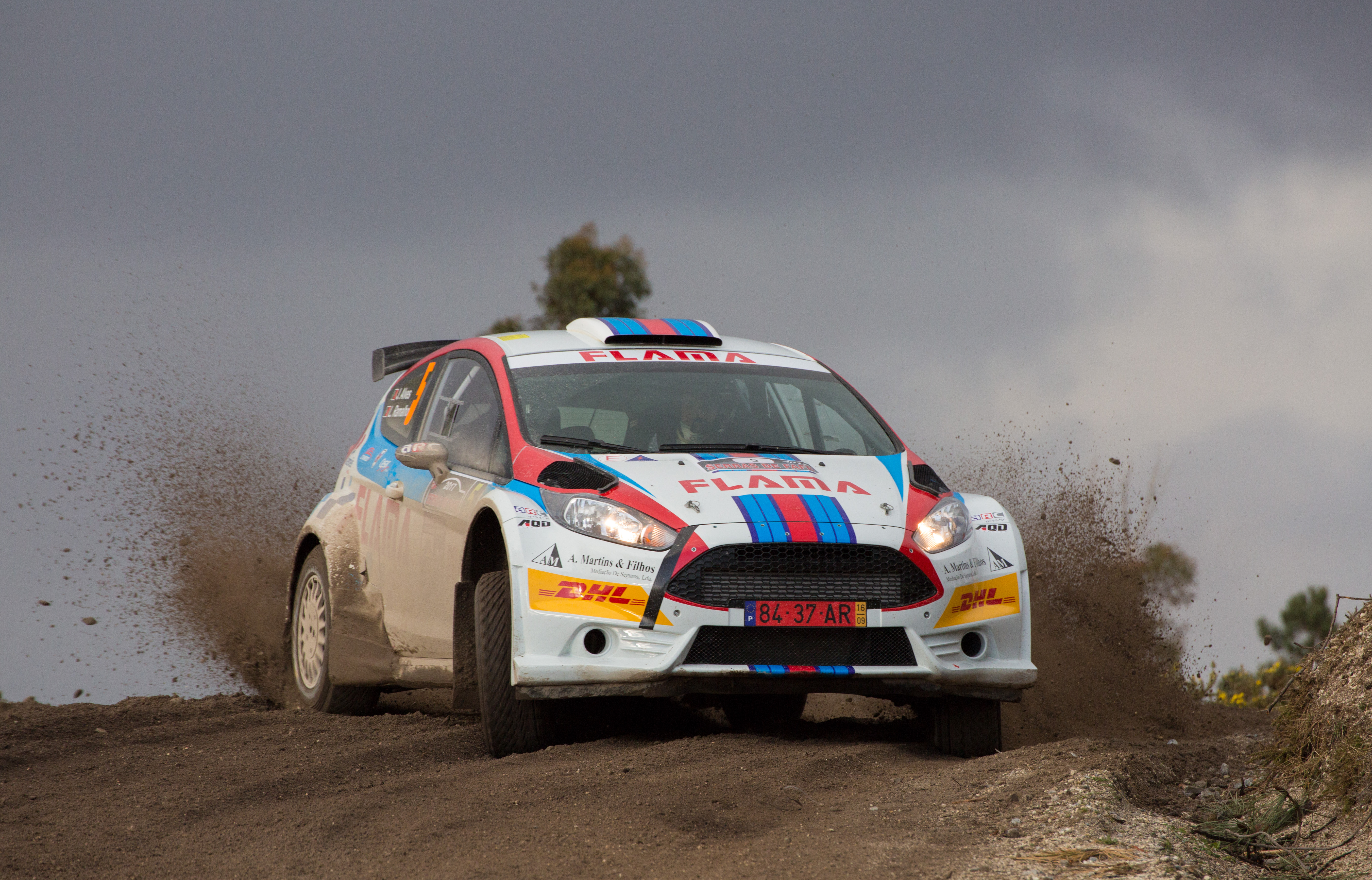
Ford Fiesta R5

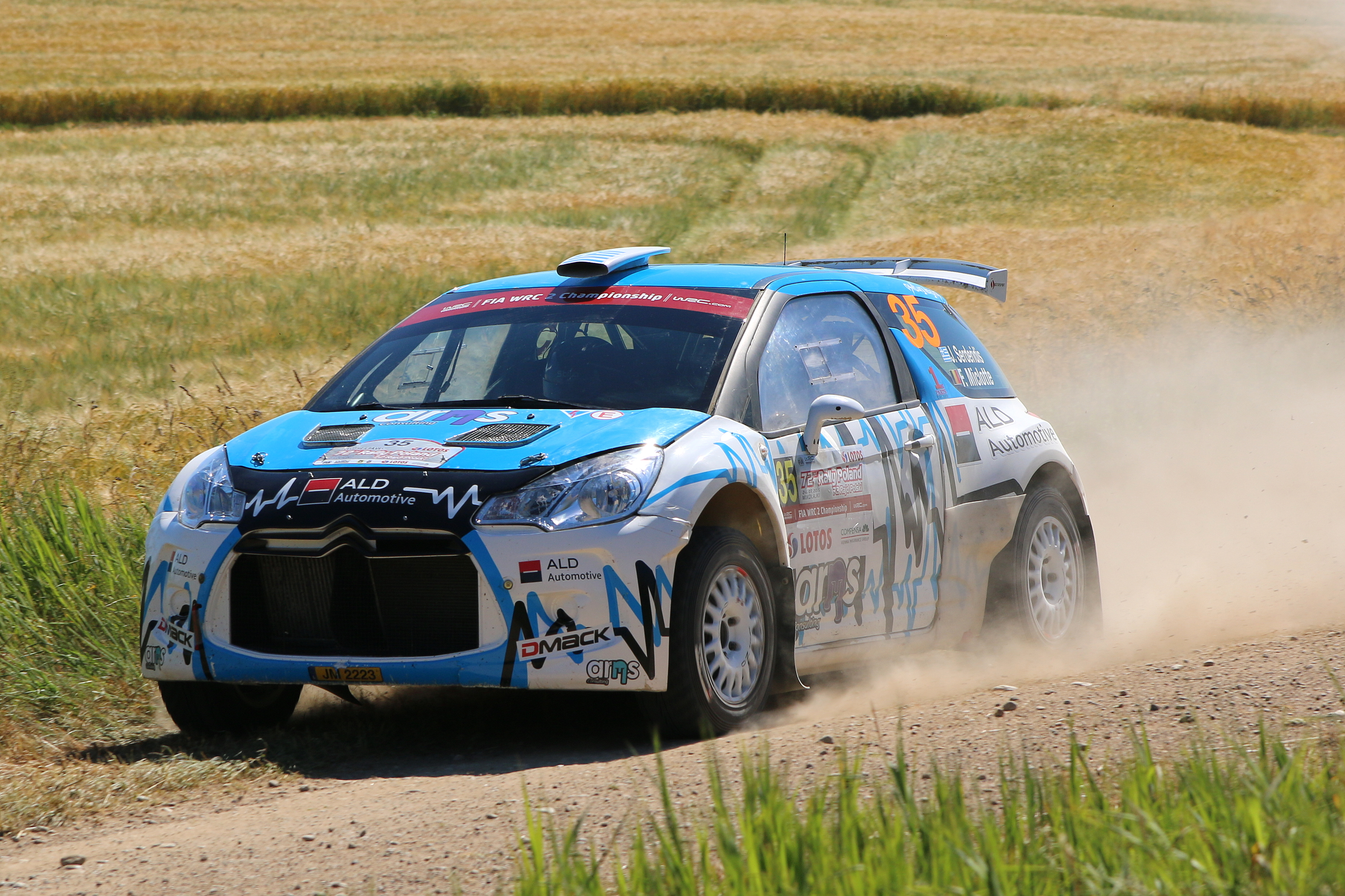
Citroën DS3 R5

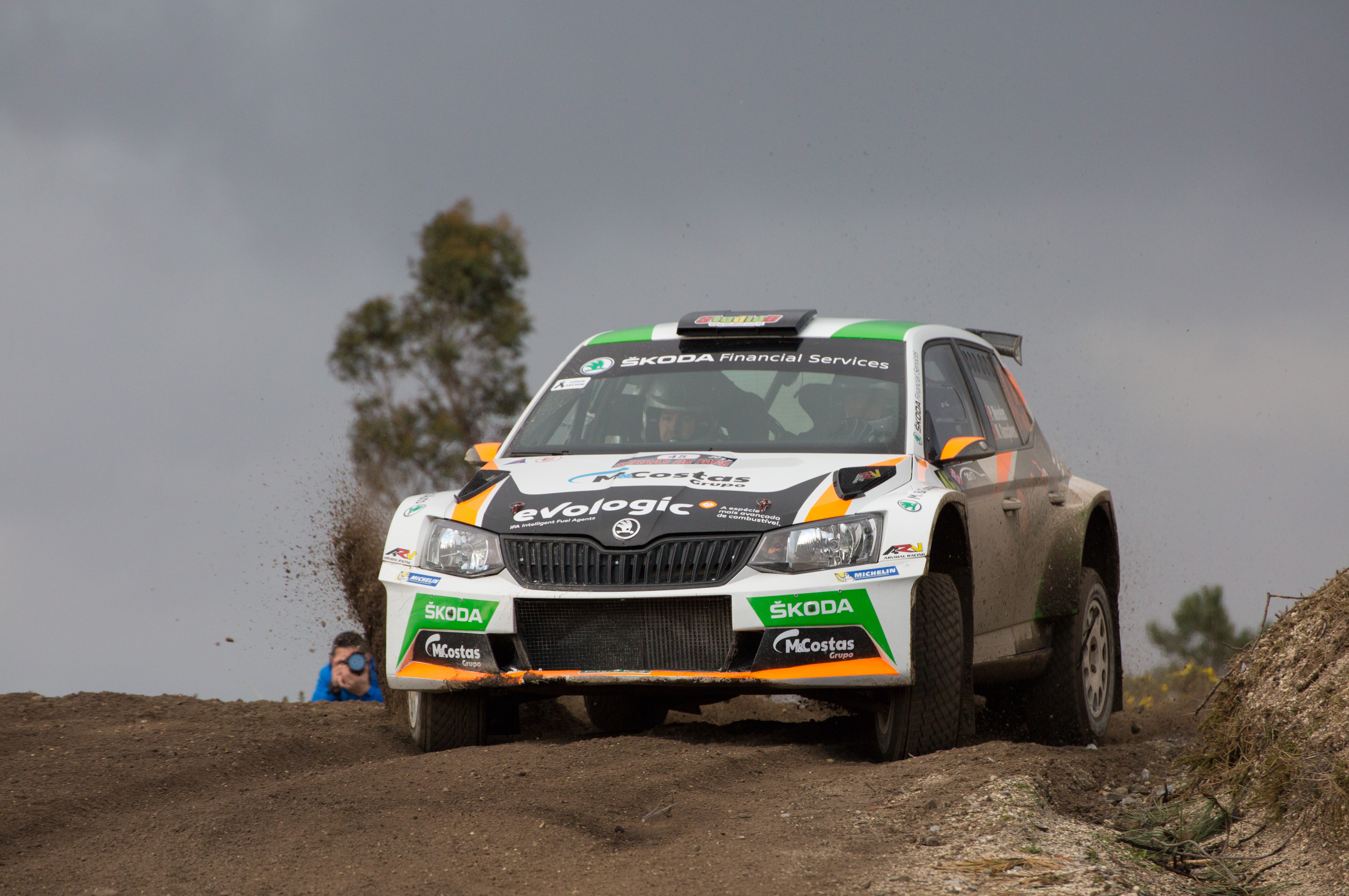
Škoda Fabia R5

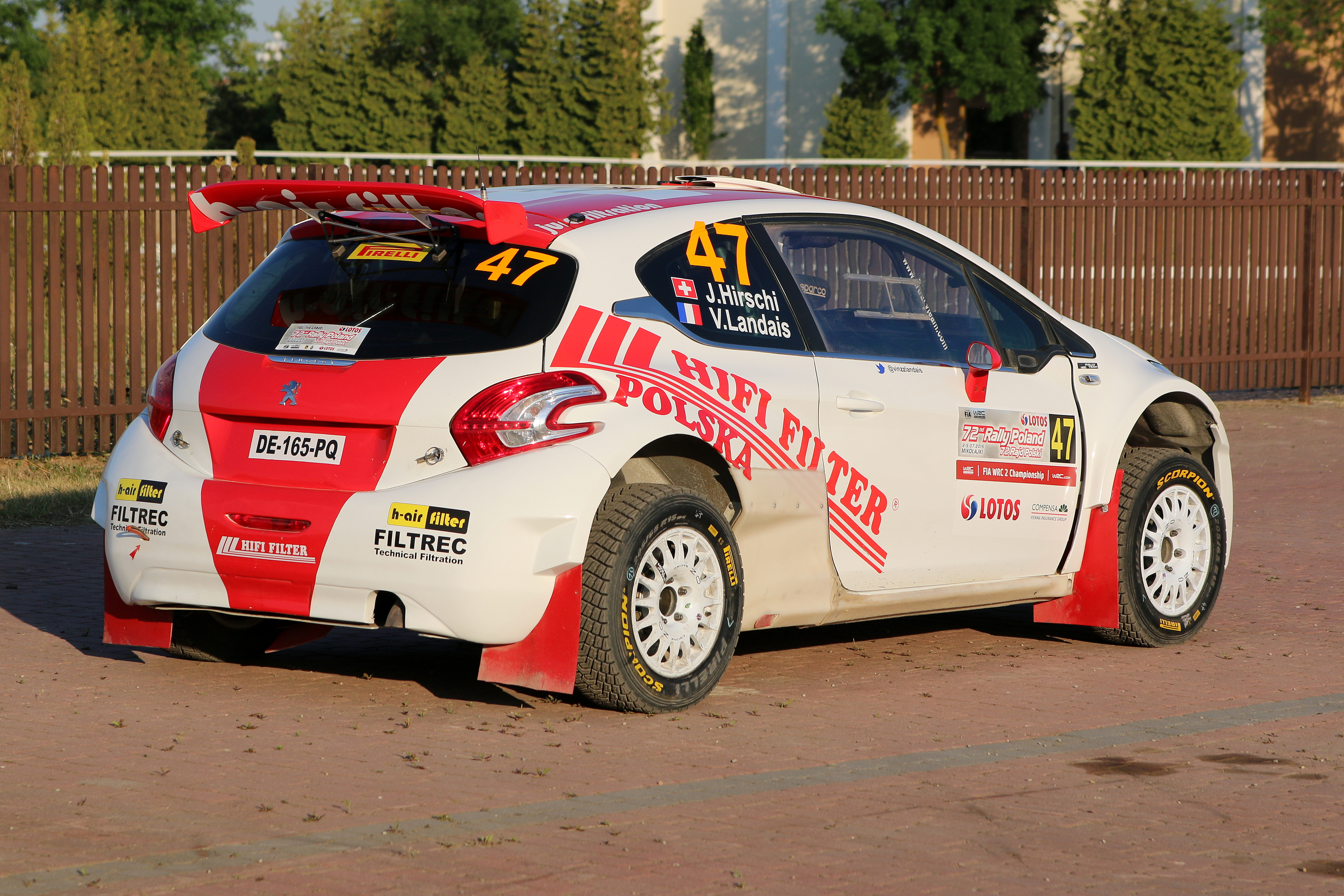
Peugeot 208 T16

Rajdowe samochodowe mistrzostwa świata WRC-2 (World Rally Championship-2) (skr. WRC-2) – to towarzysząca seria Rajdowym samochodowym mistrzostwom świata klasy WRC, druga najwyższa kategoria rywalizacji w rajdach samochodowych, wcześniej znane jako RSMŚ Super 2000 (SWRC – ang. Super 2000 World Rally Championship). Rajdy w tej klasie odbywają się na tych samych etapach co WRC. WRC-2 jest ograniczony do samochodów produkowanych na podstawie homologacji zgodnie z zasadami grup: Super 2000, N4 i R5. Seria rozpoczęła się w 2010 roku (w latach 2010–2012 jako SWRC).
Mistrzostwa WRC2 od 2019 roku zostały podzielone na dwie serie:
- WRC 2 Pro – dla fabrycznych kierowców
- WRC 2 – dla prywatnych zawodników

Samochody startujące w tej klasie (2019 r.):
- Ford Fiesta R5 MkII
- Citroën C3 R5
- Škoda Fabia R5
- VOLKSWAGEN Polo R5
- Hyundai i20 NG R5

Samochody startujące w tej klasie (2017 r.):
- Ford Fiesta R5
- Citroën DS3 R5
- Škoda Fabia R5
- Peugeot 208 T16
- Hyundai i20 R5

we wcześniejszych latach:
- Peugeot 207 S2000
- Mitsubishi Lancer Evo X
- Škoda Fabia S2000
- Ford Fiesta RRC
- Subaru Impreza WRX STi
- Mini John Cooper Works S2000
- Ford Fiesta S2000
- Mitsubishi Lancer Evo IX

## Wyniki WRC-2
| Rok       | Mistrz WRC-2        | Samochód                       | Drugie miejsce       | Samochód                              | Trzecie miejsce      | Samochód                                          |       |
| WRC-2     | WRC-2               | WRC-2                          | WRC-2                | WRC-2                                 | WRC-2                | WRC-2                                             | WRC-2 |
| --------- | ------------------- | ------------------------------ | -------------------- | ------------------------------------- | -------------------- | ------------------------------------------------- | ----- |
| 2024      | Sami Pajari         | Toyota GR Yaris Rally2         | Oliver Solberg       | Škoda Fabia RS Rally2                 | Nikolay Gryazin      | Citroën C3 Rally2                                 |       |
| 2023      | Andreas Mikkelsen   | Škoda Fabia RS Rally2          | Gus Greensmith       | Škoda Fabia RS Rally2                 | Yohan Rossel         | Citroën C3 Rally2                                 |       |
| 2022      | Emil Lindholm       | Škoda Fabia Rally2 Evo         | Andreas Mikkelsen    | Škoda Fabia Rally2 Evo                | Kajetan Kajetanowicz | Škoda Fabia Rally2 Evo                            |       |
| 2021      | Andreas Mikkelsen   | Škoda Fabia Rally2 Evo         | Mads Østberg         | Citroën C3 Rally2                     | Jari Huttunen        | Hyundai i20 N Rally2 Ford Fiesta Rally2           |       |
| 2020      | Mads Østberg        | Citroën C3 R5                  | Pontus Tidemand      | Škoda Fabia R5 Evo                    | Adrien Fourmaux      | Ford Fiesta R5 Mk. II                             |       |
| WRC-2 Pro |                     |                                |                      |                                       |                      |                                                   |       |
| 2019      | Kalle Rovanperä     | Škoda Fabia R5                 | Mads Østberg         | Citroën C3 R5                         | Gus Greensmith       | Ford Fiesta R5                                    |       |
| WRC-2     |                     |                                |                      |                                       |                      |                                                   |       |
| 2019      | Pierre-Louis Loubet | Škoda Fabia R5                 | Kajetan Kajetanowicz | Škoda Fabia R5 Volkswagen Polo GTI R5 | Benito Guerra Jr.    | Škoda Fabia R5                                    |       |
| 2018      | Jan Kopecký         | Škoda Fabia R5                 | Pontus Tidemand      | Škoda Fabia R5                        | Kalle Rovanperä      | Škoda Fabia R5                                    |       |
| 2017      | Pontus Tidemand     | Škoda Fabia R5                 | Eric Camilli         | Ford Fiesta R5                        | Teemu Suninen        | Ford Fiesta R5                                    |       |
| 2016      | Esapekka Lappi      | Škoda Fabia R5                 | Teemu Suninen        | Škoda Fabia R5                        | Elfyn Evans          | Ford Fiesta R5                                    |       |
| 2015      | Nasir al-Atijja     | Ford Fiesta RRC Škoda Fabia R5 | Jurij Protasow       | Ford Fiesta RRC                       | Esapekka Lappi       | Škoda Fabia R5                                    |       |
| 2014      | Nasir al-Atijja     | Ford Fiesta RRC                | Jari Ketomaa         | Ford Fiesta R5                        | Lorenzo Bertelli     | Ford Fiesta RRC Ford Fiesta R5                    |       |
| 2013      | Robert Kubica       | Citroen DS3 RRC                | Abdulaziz Al-Kuwari  | Ford Fiesta RRC                       | Jurij Protasow       | Subaru Impreza STi Ford Fiesta RRC Ford Fiesta R5 |       |
| S-WRC     |                     |                                |                      |                                       |                      |                                                   |       |
| 2012      | Craig Breen         | Ford Fiesta S2000              | Per-Gunnar Andersson | Proton Satria Neo S2000               | Yazeed Al-Rajhi      | Ford Fiesta RRC                                   |       |
| 2011      | Juho Hänninen       | Škoda Fabia S2000              | Ott Tänak            | Ford Fiesta S2000                     | Martin Prokop        | Ford Fiesta S2000                                 |       |
| 2010      | Xavier Pons         | Ford Fiesta S2000              | Patrik Sandell       | Škoda Fabia S2000                     | Martin Prokop        | Ford Fiesta S2000                                 |       |

## Źródło
o WRC-2 na oficjalnej stronie WRC. wrc.com. [dostęp 2017-11-08]. (ang.).